# 城峯神社
城峯神社（じょうみねじんじゃ）は、埼玉県秩父市にある神社。城峯山山頂から300メートルほど下った位置にあり「城峰神社」と表記されることもある。

## 概要
秩父地方には三峯神社（三峰神社）など「オイヌサマ信仰」の社寺が多く、当社もその一つである。また、庚申信仰の神社でもあり、境内には「百庚申塚」がある。
第二次世界大戦前は高岸家が社家を務めていたが秩父市街地に転出して当地を離れ、宮司不在になっていたが、戦後になり新井家が社家を務めている。社守も戦前は漆木集落の住民が務めたが、戦後は個人が務めている。
城峯山の山頂から半納集落の境まで社家が土地を所有していたが、2005年（平成17年）頃に秩父市に買い上げてもらい自然公園として整備され神社が管理している。
講として城峯講（城峰講）があり、近代に住吉町で数回の火災があり火防のために結成されたとみられている。

## 歴史
城峯山（城峰山）には「将門の隠れ岩（窟）」と呼ばれる洞窟があり、ここに藤原秀郷に追われた平将門がわずかな部下とともに潜んでいたが、桔梗に密告されて討ち取られたという（そのため山にはキキョウの花が咲かないという伝承もある）。
社記によると天慶5年（942年）、将門を討ち取った秀郷が山頂付近に藤原家氏神の春日四神、高岩に奥宮としてサルタヒコ、中宮としてヤマトタケルを祀ったという。また一説には秀郷が将門の霊を鎮めるために創建されたという。
1873年（明治6年）に村社となり、1877年（明治10年）に社殿や神楽殿などが再建された。
明治時代の秩父事件では、1884年（明治17年）11月1日未明に神社で就寝中の陸軍省御用掛で測量官の吉田耕作らが拉致される事件が発生したが、武官ではないことが明らかになり釈放された。

## アクセス
西武バス「万年橋」バス停留所から徒歩で約3時間。